# Piotr Jurkowski

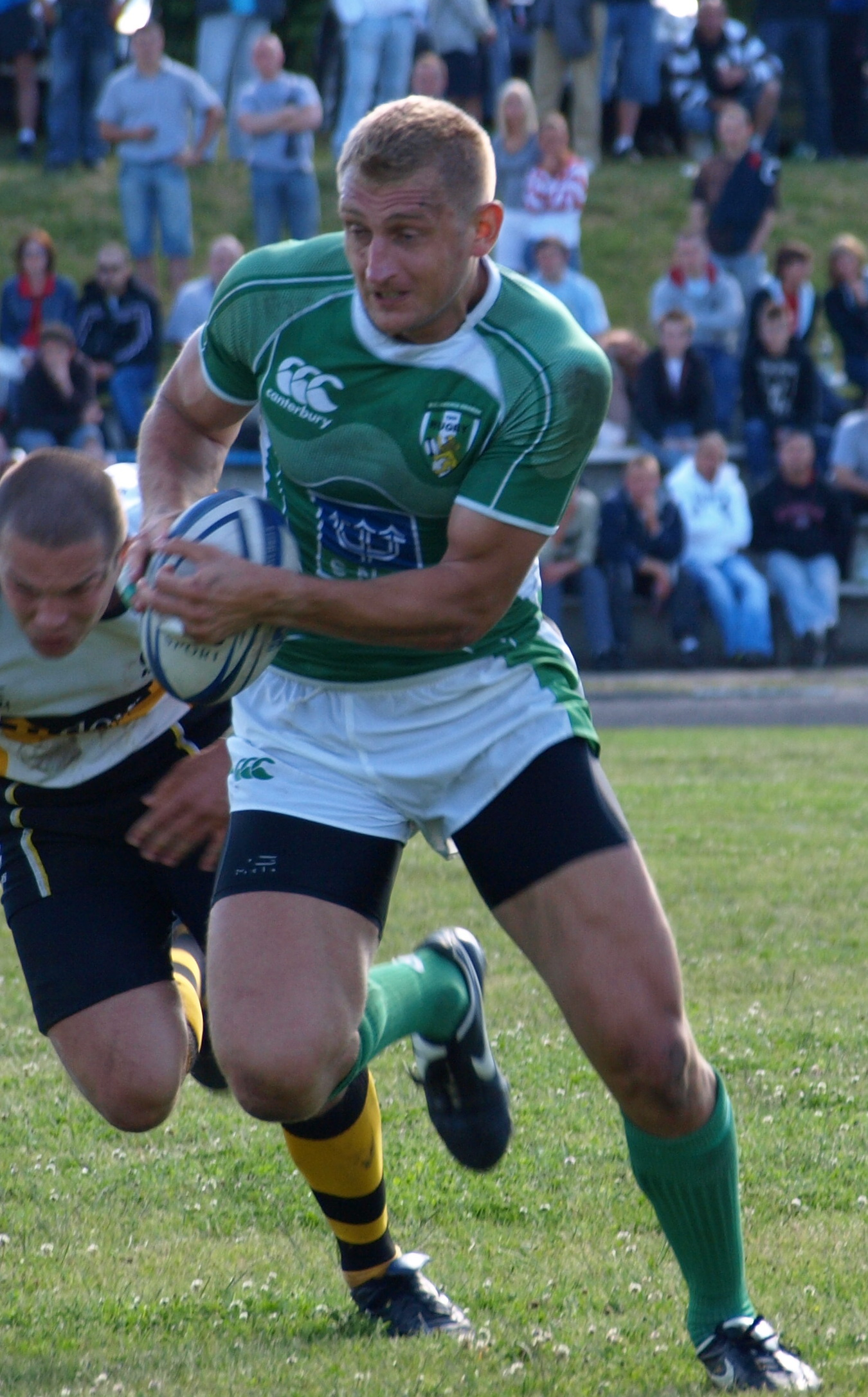

Piotr Jurkowski (ur. 22 listopada 1980 w Bychawie) – polski rugbysta występujący na pozycji obrońcy w Lechii Gdańsk. Reprezentant Polski.
Charakterystyczne dla gry Jurkowskiego są indywidualne akcje, w których przejmując piłkę na własnej połowie, przeprowadza nawet kilkudziesięciometrowe rajdy.

## Kariera klubowa
Jurkowski jest wychowankiem Budowlanych Lublin, do których dołączył w 1994 roku. Dwa lata później z drużyną kadetów zdobył brązowy medal mistrzostw Polski.
W 2001 roku Jurkowski uzyskał uprawnienia instruktora rugby, został też członkiem zarządu klubu, którą to funkcję pełnił do 2004 roku. W roku 2002 Jurkowski wraz z Budowlanymi zdobył Puchar Polski. Po sezonie 2001/02 spekulowano na temat ewentualnego transferu do Ogniwa Sopot, jednak do transferu nie doszło ze względu na zbyt wysokie koszty, jakie sopocianie musieliby ponieść. Na przełomie września i października młody obrońca przebywał na testach w drużynach francuskich, które jednak również nie doprowadziły do zmiany barw klubowych.
W sezonie 2002/03 Budowlani sięgnęli po brązowy medal mistrzostw Polski, a jednocześnie został uznany najlepszym zawodnikiem rugby 7 w Polsce. W trakcie sezonu 2003/04, Jurkowski starał się zmienić klub. Obrońcę Budowlanych sprowadzić próbowała Lechia Gdańsk, jednak nie była w stanie sprostać wymaganiom finansowym stawianym zarówno przez lubelski klub (50 tysięcy złotych za transfer), jak i przez samego zawodnika (pensja w wysokości 2 tysięcy złotych oraz zapewnienie mieszkania). Ostatecznie Jurkowski został wypożyczony do Orkana Sochaczew.
Latem 2004 roku wyjechał z ligi polskiej i przeniósł się do francuskiej ligi Fédérale 1 (trzecia klasa rozgrywkowa). Trafił do RC Chalon z miasta Chalon-sur-Saône. Bardzo dobre występy w lidze francuskiej spowodowały, że Jurkowski znalazł się w drużynie marzeń za rok 2005, 2006 oraz jesień 2007 roku według portalu rugby.info.pl, który przyznał mu ocenę klasa europejska. Jurkowski w zespole z Burgundii występował do sezonu 2007/2008, po którego zakończeniu dołączył do Lechii Gdańsk. W barwach zielono-białych Jurkowski wystąpił w półfinale (porażka z Budowlanymi Łódź) oraz w meczu o Puchar Polski (zwycięstwo z tym samym przeciwnikiem).
Po przerwie letniej, Jurkowski był już pełnoprawnym zawodnikiem Lechii. Występował zarówno w rozgrywkach piętnastek, jak i siódemek, zdobywając odpowiednio brązowy oraz srebrny medal mistrzostw Polski.
Kolejny sezon przyniósł dalsze sukcesy, gdyż klub z Gdańska zajął w drugie miejsce w lidze, ulegając w finale Budowlanym Łódź. Natomiast w finałowym turnieju ligi rugby 7, to Lechia zdobyła złote medale, a Jurkowski został uznany MVP imprezy. Zarówno w połowie sezonu 2009/2010, jak i po zakończeniu rozgrywek spekulowano na temat ewentualnego powrotu Jurkowskiego do Budowlanych Lublin, jednak wychowanek lubelskiego klubu postanowił pozostać w Lechii. W roku 2010 obrońca zielono-białych był nominowany w licznych konkursach: na członka drużyny marzeń w historii Budowlanych Lublin, na najlepszego polskiego zawodnika rugby 7 oraz na gdańskiego sportowca roku 2010. W ostatnim z wymienionych zajął 6. miejsce.
W roku 2011 zdobył z Lechią brązowy medal mistrzostw Polski (w małym finale zwycięstwo z Budowlanymi Lublin), a indywidualnie został nominowany do tytułu Sportowca Roku Pomorza 2011.
W roku 2011 otrzymywał stypendium sportowe za zdobycie mistrzostwa Polski w rugby 7 w 2010 roku.

### Statystyki
Stan na 1 stycznia 2012 r.
| Liczba punktów w sezonie            | Liczba punktów w sezonie            | Liczba punktów w sezonie            | Liczba punktów w sezonie            | Liczba punktów w sezonie | Liczba punktów w sezonie |
| Sezon                               | Msc.                                | L. m.                               | L. pkt.                             | Klub                     | Liga                     |
| ----------------------------------- | ----------------------------------- | ----------------------------------- | ----------------------------------- | ------------------------ | ------------------------ |
| Brak danych sprzed sezonu 2002/2003 | Brak danych sprzed sezonu 2002/2003 | Brak danych sprzed sezonu 2002/2003 | Brak danych sprzed sezonu 2002/2003 | Budowlani Lublin         | I liga                   |
| 2002/2003                           | 20.                                 | b.d.                                | 40                                  | Budowlani Lublin         | I liga                   |
| 2003/2004                           | 28.                                 | b.d.                                | 25                                  | Budowlani Lublin         | I liga                   |
| 2003/2004                           | 28.                                 | b.d.                                | 5                                   | Orkan Sochaczew          | I liga                   |
| 2004/2005                           |                                     | b.d.                                | b.d.                                | RC Chalon                | Fédérale 1               |
| 2005/2006                           |                                     | b.d.                                | b.d.                                | RC Chalon                | Fédérale 1               |
| 2006/2007                           |                                     | 13                                  | 5                                   | RC Chalon                | Fédérale 1               |
| 2007/2008                           |                                     | b.d.                                | b.d.                                | RC Chalon                | Fédérale 1               |
| 2007/2008                           |                                     | 1                                   | 0                                   | Lechia Gdańsk            | I liga                   |
| 2008/2009                           | 13.                                 | b.d.                                | 60                                  | Lechia Gdańsk            | I liga                   |
| 2009/2010                           | 15.                                 | b.d.                                | 35                                  | Lechia Gdańsk            | Ekstraliga               |
| 2010/2011                           | 11.                                 | b.d.                                | 50                                  | Lechia Gdańsk            | Ekstraliga               |
| 2011/2012                           |                                     | b.d.                                | 10                                  | Lechia Gdańsk            | Ekstraliga               |

## Kariera reprezentacyjna
Występy Jurkowskiego w barwach lubelskich Budowlanych zaowocowały powołaniem do kadry juiniorów – uczestniczył w mistrzostwach świata juniorów w 1998 i 1999 roku.
W drużynie narodowej seniorów zadebiutował w maju 2000 roku, kiedy to wyszedł w podstawowym składzie na mecz z reprezentacją Tunezji. Pojedynek odbywał się w Lublinie i był spotkaniem w ramach pucharu FIRA. Jurkowski stał się jednym z podstawowych graczy reprezentacji (wystąpił w dziewięciu kolejnych meczach w 2001 i 2002 roku), jednak popadł w konflikt z selekcjonerem kadry, Jerzym Jumasem. Zawodnik, z uwagi na testy w klubach ligi francuskiej, nie pojawił się na przełomie września i października 2001 roku na zgrupowaniu poprzedzającym mecze ze Szwecją i Ukrainą. W ciągu kolejnych dwóch lat, Jurkowski w biało-czerwonych barwach wystąpił zaledwie trzy razy. Później wychowanek lubelskiego klubu wyjechał do RC Chalon, przez co, jak ujął to trener Jumas, „z nieznanych powodów kontakt się urwał”.
Kolejną szansę występów w reprezentacji Jurkowski otrzymał po tym, jak na stanowisku trenera kadry Jerzego Jumasa zastąpił Tomasz Putra. Występujący we Francji zawodnik został włączony do wstępnego składu na mecz z Andorą 7 października 2006 roku, jednak ostatecznie nie dostał definitywnego powołania. Pomimo tego, nadal znajdował się w kręgu zainteresowania selekcjonera, czego dowodem mogą być zaproszenia na konsultacje kadry narodowej w styczniu 2007 i wrześniu 2008 roku. Udział w drugiej z nich uniemożliwiła Jurkowskiemu odniesiona kontuzja. W lutym 2009 roku, już jako zawodnik Lechii, został powołany na tournée, podczas którego reprezentacja mierzyła się z francuskimi drużynami klubowymi. W maju tego samego roku, po ponad pięcioletniej przerwie, Jurkowski wystąpił w oficjalnym meczu międzypaństwowym, w którym przeciwnikiem Polaków była reprezentacja Mołdawii. W 2009 roku zagrał w trzech z czterech meczów reprezentacji (na czwarty również był pierwotnie powołany), jednak od tej pory nie wystąpił w kadrze ani razu. Stało się tak pomimo faktu, iż był włączany do szerokiego składu na mecze z Czechami i Mołdawią (w 2010 roku), czy też znajdował się na liście rezerwowych na spotkania z Mołdawią i Niemcami (w 2011 roku).
Jurkowski był także zawodnikiem reprezentacji w rugby 7.

### Statystyki
Stan na 26 kwietnia 2014 r. Wynik reprezentacji Polski zawsze podany w pierwszej kolejności.
| Drużyna narodowa | Rok  | Mecze | Punkty |
| ---------------- | ---- | ----- | ------ |
| Polska           |      |       |        |
| 2000             | 2    | 0     |        |
| 2001             | 6    | 10    |        |
| 2002             | 3    | 10    |        |
| 2003             | 2    | 5     |        |
| 2004             | 1    | 0     |        |
| 2005             | –    | –     |        |
| 2006             | –    | –     |        |
| 2007             | –    | –     |        |
| 2008             | –    | –     |        |
| 2009             | 3    | 0     |        |
| 2010             | –    | –     |        |
| 2011             | –    | –     |        |
| 2012             | –    | –     |        |
| 2013             | 3    | 0     |        |
| 2014             | 2    | 0     |        |
| Suma             | Suma | 22    | 25     |

| Występy w reprezentacji Polski | Występy w reprezentacji Polski | Występy w reprezentacji Polski      | Występy w reprezentacji Polski | Występy w reprezentacji Polski | Występy w reprezentacji Polski |
| Lp.                            | Data                           | Stadion, miasto                     | Przeciwnik                     | Wynik                          | Zdobyte punkty                 |
| ------------------------------ | ------------------------------ | ----------------------------------- | ------------------------------ | ------------------------------ | ------------------------------ |
| 1.                             | 6.05.2000                      | Lublin                              | Tunezja                        | 0:42                           | 0                              |
| 2.                             | 20.05.2000                     | Praga                               | Czechy                         | 13:39                          | 0                              |
| 3.                             | 28.04.2001                     | Stadion GOSiR, Gdynia               | Łotwa                          | 16:0                           | 0                              |
| 4.                             | 5.05.2001                      | Stadion GOSiR, Gdynia               | Dania                          | 32:14                          | 0                              |
| 5.                             | 19.05.2001                     | Kijów                               | Ukraina                        | 9:3                            | 0                              |
| 6.                             | 22.09.2001                     | Ryga                                | Łotwa                          | 60:18                          | 10 (2P)                        |
| 7.                             | 29.09.2001                     | Stadion Ogniwa, Sopot               | Szwecja                        | 18:6                           | 0                              |
| 8.                             | 3.11.2001                      | Kopenhaga                           | Dania                          | 19:26                          | 0                              |
| 9.                             | 6.04.2002                      | Stadion GOSiR, Gdynia               | Niemcy                         | 20:12                          | 5 (P)                          |
| 10.                            | 14.05.2002                     | Stadion GOSiR, Gdynia               | Hiszpania                      | 27:15                          | 5 (P)                          |
| 11.                            | 28.05.2002                     | Estádio Universitário, Lizbona      | Portugalia                     | 39:26                          | 0                              |
| 12.                            | 29.03.2003                     | Stadion GOSiR, Gdynia               | Niemcy                         | 15:37                          | 0                              |
| 13.                            | 10.05.2003                     | Stadion GOSiR, Gdynia               | Holandia                       | 13:13                          | 5 (P)                          |
| 14.                            | 24.04.2004                     | Nationaal Rugby Centrum, Amsterdam  | Holandia                       | 18:29                          | 0                              |
| 15.                            | 16.05.2009                     | Stadion Dinamo, Kiszyniów           | Mołdawia                       | 30:28                          | 0                              |
| 16.                            | 12.09.2009                     | Stadion Spartak, Kijów              | Ukraina                        | 12:19                          | 0                              |
| 17.                            | 25.09.2009                     | Stadion Polonii, Warszawa           | Czechy                         | 5:19                           | 0                              |
| 18.                            | 7.09.2013                      | Stadion Polonii, Warszawa           | Szwecja                        | 30:9                           | 0                              |
| 19.                            | 12.10.2013                     | Stadion Polonii, Warszawa           | Czechy                         | 30:10                          | 0                              |
| 20.                            | 9.11.2013                      | Sportforum Hohenschönhausen, Berlin | Niemcy                         | 13:43                          | 0                              |
| 21.                            | 5.04.2014                      | Stadion ROSRRiT, Siedlce            | Mołdawia                       | 12:21                          | 0                              |
| 22.                            | 26.04.2014                     | Stadion Junist’, Lwów               | Ukraina                        | 28:29                          | 0                              |